# 日本イコモス国内委員会

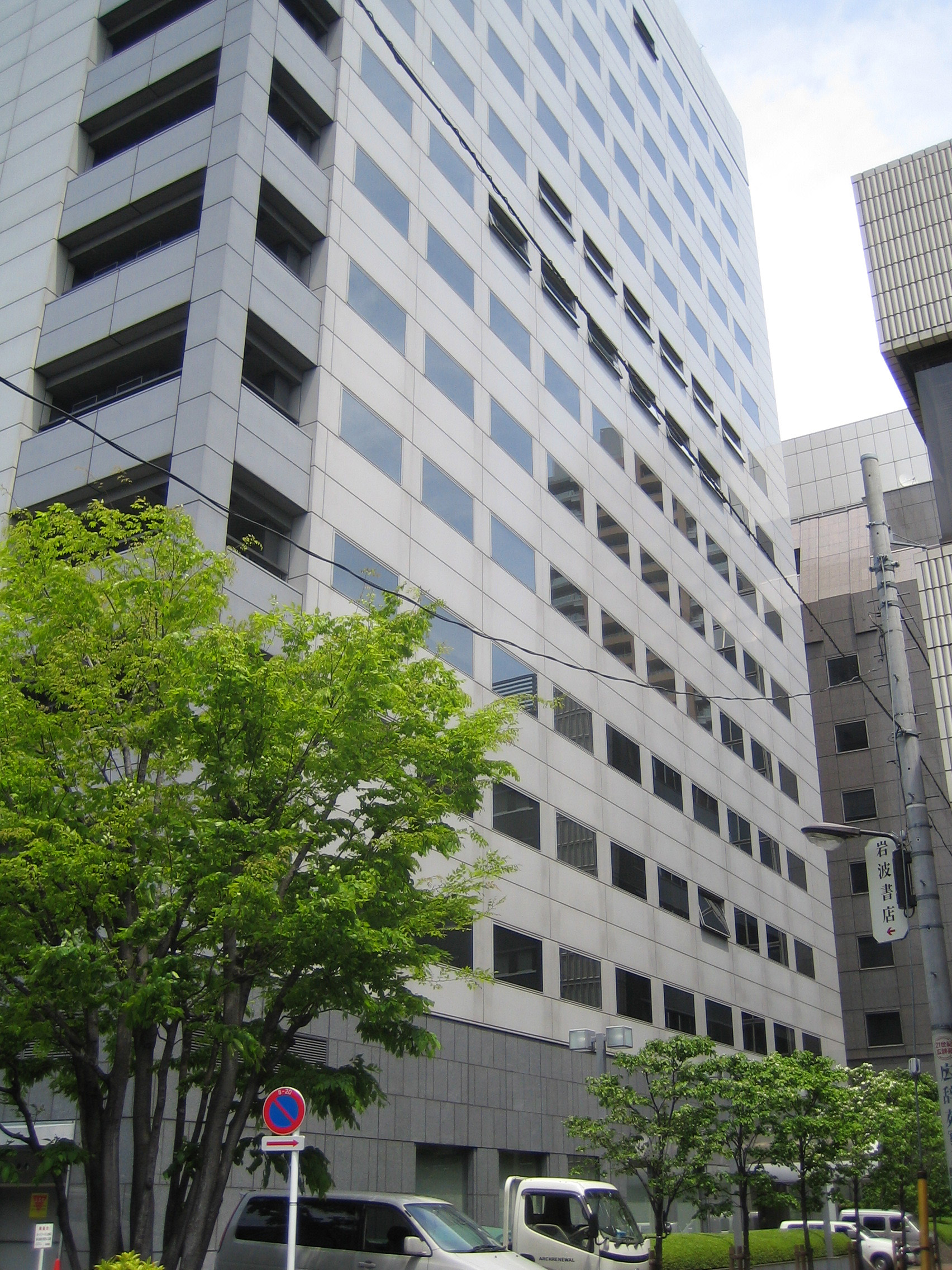
日本イコモス国内委員会事務局が入居する岩波書店本社ビル

日本イコモス国内委員会（にほんイコモスこくないいいんかい、英語：ICOMOS Japan）は、日本の一般社団法人である。
1972年、ブダペストの国際記念物遺跡会議（ICOMOS）第3回総会にて、日本イコモス国内委員会承認。建築史家の関野克が委員長に指名。1979年、イコモス総会で日本イコモス国内委員会の規約を採択し、イコモス執行委員会の承認を経て、日本イコモス国内委員会正式に発足。2018年9月12日、日本イコモス国内委員会が一般社団法人化。

## イコモスによる国内のヘリテージ・アラート一覧
ヘリテージ・アラートとはイコモス本部から出される「文化的資産の保全・継承を促進し、文化的資産が直面している危機に対して、学術的観点から問題を指摘し、未来世代に向けた保全と継承に向けた解決策を促進するために発する声明」であり、法的拘束力のない要望書である。
2024年現在までに神社（出雲大社・明治神宮）に2件、鉄道事業者（JR東日本・JR九州）・政府・自治体等に2件の計4件が勧告されているが、いずれも拒絶されており、日本イコモスによる勧告が実現した例は存在しない。

### 出雲大社庁の舎（2016年）

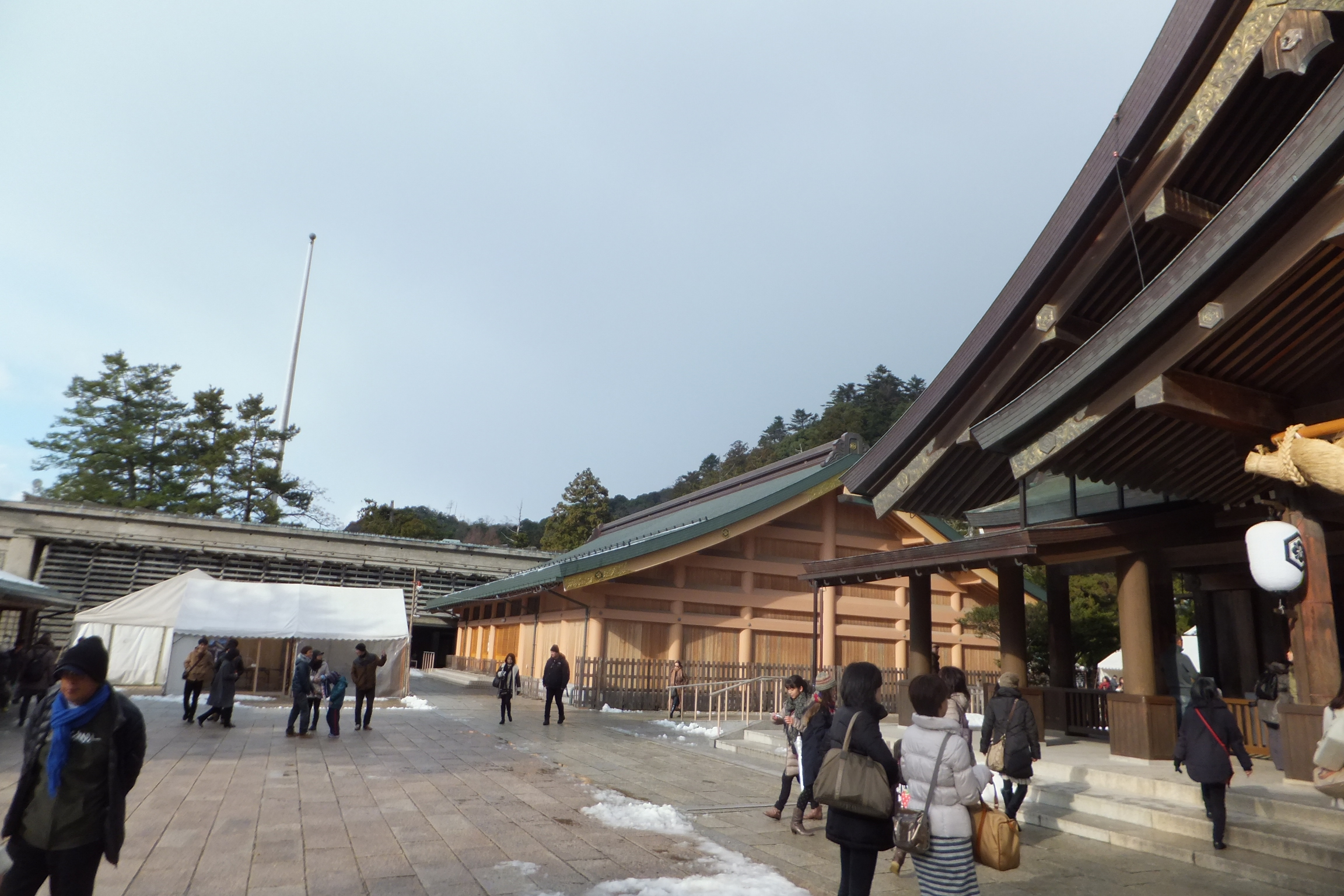
テントの奥が旧庁舎

1965年に菊竹清訓によって設計された鉄筋コンクリート造の出雲大社庁の舎の建て替えにあたり、2016年に日本イコモス国内委員会は極めて重要な作品だとして解体を中止するよう国内初のヘリテージ・アラートを勧告し非難した。アラートに署名した委員は理事で美術史家の山名善之。
出雲大社側は完成当初から雨漏りが続いており、宝物館としての機能を果たすことができなかったことや、雨漏りの累計対策費用が建設費を上回っているほか老朽化によって安全性を確保できない等の見解を示し、木造による庁舎の建て替えを断行した。

### 高輪築堤（2022年）

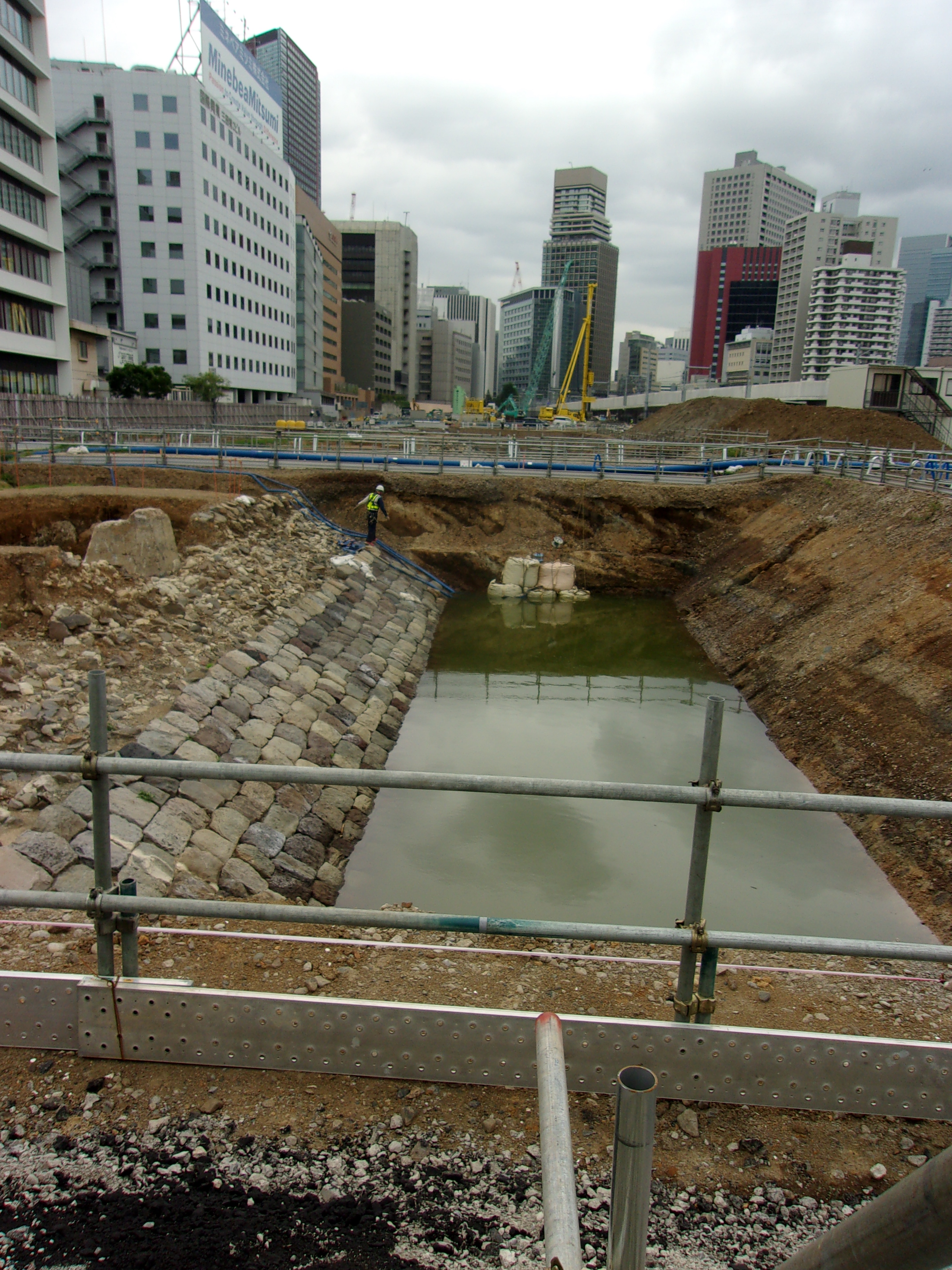
高輪築堤の石積み

2019年4月に高輪ゲートウェイ駅西側周辺の再開発工事に際し、約1.3kmにわたって出土した明治5年完成の高輪築堤の遺構について、JR東日本は2021年3月23日に、計画中の再開発ビル4棟のうち1棟の設計を見直し（3街区）、築堤の一部を現地で保存する考えを示した。設計変更などの費用は概算で300億から400億円程度を見込んでいる。同年4月21日には、JR東日本が「高輪築堤調査・保存等検討委員会」が取りまとめた内容を踏まえて、「第七橋梁」付近約80 m（3街区）と公園隣接部約40 m（2街区）を現地保存、信号場跡付近約30 m（4街区）を移築保存、その他の地区は記録保存をすることが発表された。同年5月17日から解体・記録する本調査を着手している。約120mの保存部分は旧新橋停車場跡への追加という形で国の史跡に指定されることになった（指定名称は「旧新橋停車場跡及び高輪築堤跡」）。
これを受けて日本イコモス国内委員会は2022年2月22日、遺構の全面保存を求めて国内2例目となるヘリテージ・アラートを発令した。アラートに署名したのは建築史家で委員長の岡田保良。

### 明治神宮外苑（2023年）

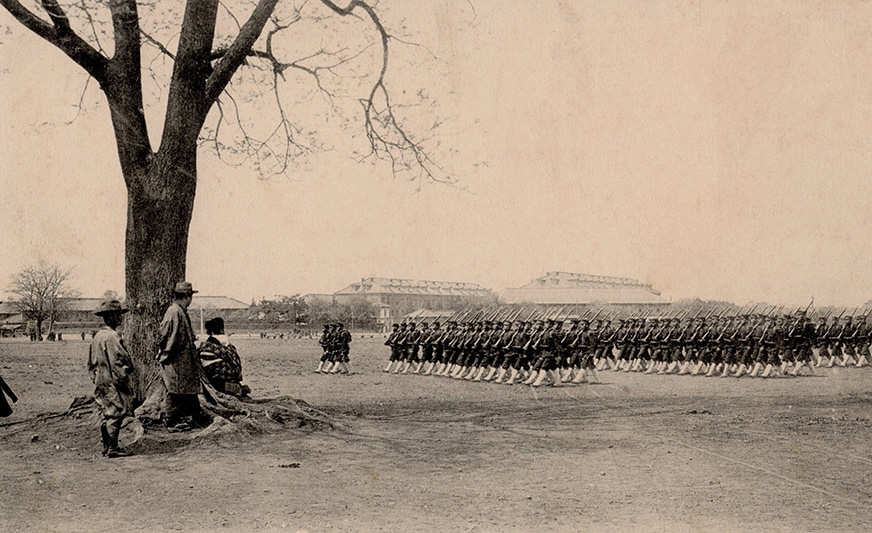
青山練兵場（現神宮外苑・明治後期）

2023年9月、日本イコモス国内委員会は明治神宮外苑の再開発計画について、『17世紀より創り出されてきた東京における「庭園都市パークシステム」のコア』が『完膚なきまでに破壊』されるとして、国内3例目となるヘリテージ・アラートを勧告した。
アラートに署名したランドスケープ・アーキテクトで理事の石川幹子は、事業者側の見解が示された際には、内容が非科学的であるとして謝罪を要求した。

### 門司鉄道遺構（2024年）
福岡県北九州市門司区にある、現門司港駅周辺で計画された、北九州市の複合公共施設、および、JR九州による管工事により、2023年に発見したと報道された。その内容としては、機関車庫、初代門司駅（現門司港駅の初代であり、現門司駅とは異なる）などの門司港の明治時代からの鉄道設備関連のほか、古代の遺物（平安後期のもの）などが発見された。なお、この遺構の名称は「明治期の初代門司港駅（当時の名称は門司駅）関連遺構」などと言われ、厳密には統一化されていない。これに対し、北九州市長は、当初、一部移転後の開発の方針を示したが、これは、市議会により否決された。その後の関連の市議会の審議により、2024年6月までに、丁寧な発掘調査と記録保存をした上で、速やかに、複合公共建設の方針を決めた。
2024年7月、ヘリテージ・アラートの検討を予定するものとして、イコモス本部の会長による声明が発表された。『イコモスは、北九州市当局および関係省庁がこのかけがえのない文化遺産を保護する努力を行うに際し、その専門知識を全面的に提供し、支援する用意があることを申し添えます。』などとしている。JR九州に対しても「勧告を予定する」としている。それに対し、武内北九州市長は、「ぶれるわけにはいかない」と拒絶した。
9月、北九州市のほか福岡県、政府、JR九州などに対してヘリテージ・アラートが発出された。国内4例目・世界25例目。日本イコモスの溝口孝司（副委員長・九州大学教授、考古学者）は、北九州市役所にて直接市職員に手交をし、対話を求め、「学術界は（同遺構の）全面保存に固執していない」「遺構の価値付けそのものを拒否するのは行政として常識外」など懸念を表明した。
担当は、溝口および、工学博士（文化財保存）の福島綾子。

### その他の事例

#### 都城市民会館（2019年勧告断念）

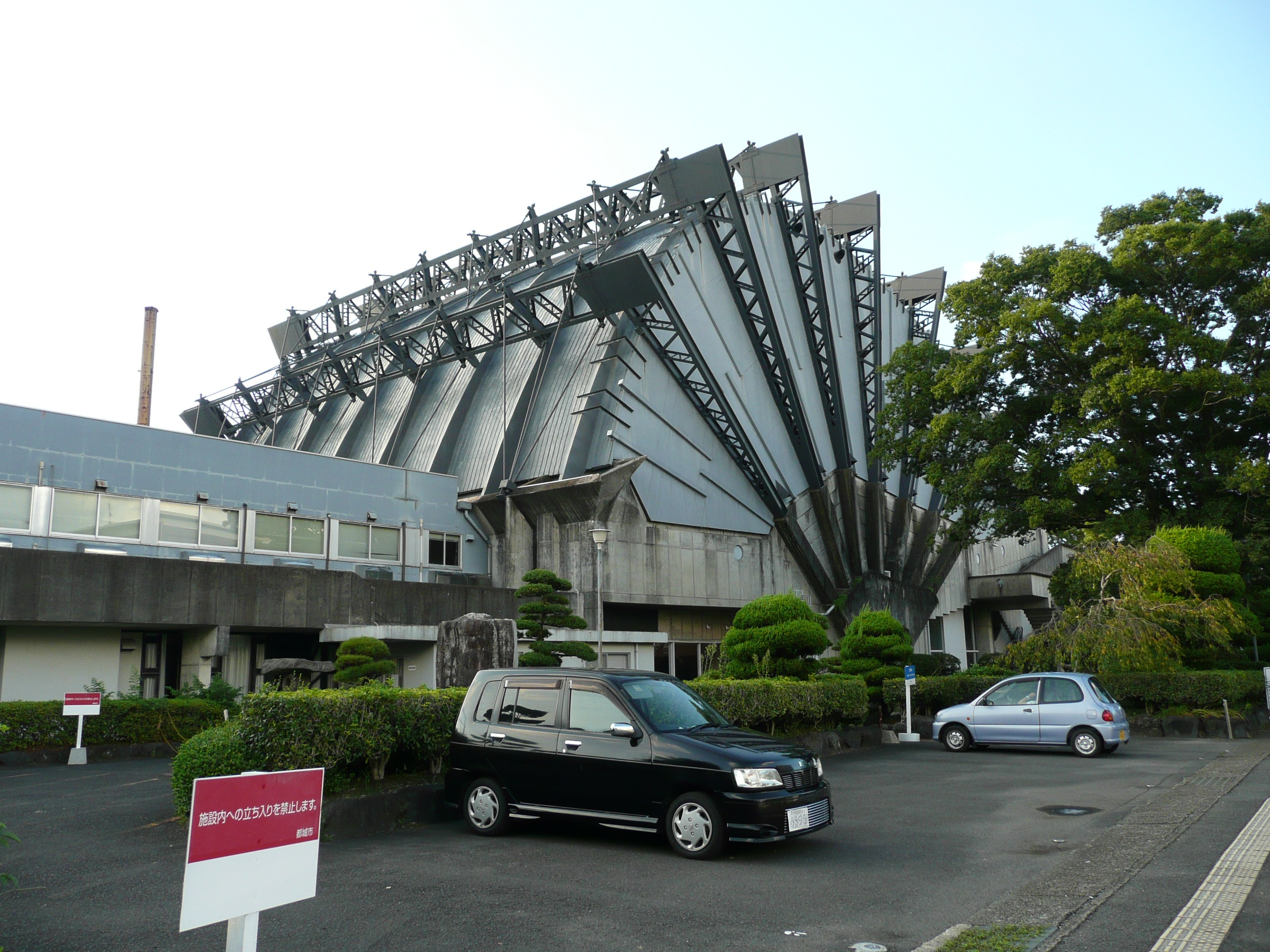
解体前の都城市民会館

出雲大社庁の舎と同じ菊竹清訓が設計した1966年竣工の都城市民会館の解体に際し、日本イコモスは世界的価値がある文化遺産として危機遺産勧告の書面を国、宮崎県、都城市に直接手渡した。都城市が保存に応じない場合、国際的に非難する「ヘリテージアラート」を出すとした。
都城市は「納税者である多くの市民の意思に沿うものではない」と反論し、解体の方針を変えない考えを示した。都城市は出雲大社庁の舎のアラートにも関わった日本イコモス国内委員会の山名善之を含む3名を参考人として招いて意見を聴取し、旧市民会館を視察するなど討議を行ったが、日本イコモス国内委員会は4月20日に、「（当方の説明が理解されず）世界遺産が一人歩きし、旧市民会館が、あたかも世界遺産になるような雰囲気を作ってしまった」としてヘリテージアラートを発出しない方向で都城市と調整を進め、記念メモリアル制作に日本建築学会とともに協力すると発表した。2019年7月23日に解体工事が開始され、2020年3月に終了した。

#### 佐渡金山（2024年情報照会勧告）
2024年6月、イコモス「情報照会」勧告。

### 報道
1. 1 2  『品川開発プロジェクト（第I期）における高輪築堤の調査・保存について』（PDF）（プレスリリース）東日本旅客鉄道、2021年4月21日。オリジナルの2021年4月21日時点におけるアーカイブ。2021年4月21日閲覧。

### 新聞
1. ↑  “「高輪築堤」一部を現地保存 JRが再開発計画変更へ”. 共同通信. (2021年3月23日).  オリジナルの2021年3月23日時点におけるアーカイブ。 2021年3月23日閲覧。
2. 1 2  “「高輪築堤」一部を現地保存へ…JR東日本、計画を見直し 追加費用に数百億円”. 東京新聞. (2021年3月23日).  オリジナルの2021年3月23日時点におけるアーカイブ。 2021年3月23日閲覧。
3. ↑  “日本初の鉄道の跡「高輪築堤」、一部を保存へ JR東”. 朝日新聞. (2021年4月21日).  オリジナルの2021年4月24日時点におけるアーカイブ。 2021年4月24日閲覧。
4. ↑  “高輪築堤の解体始まる 「容認できぬ」の声を受けつつ 第七橋梁は一時埋め戻し”. 東京新聞. (2021年5月17日).  オリジナルの2021年5月19日時点におけるアーカイブ。 2021年5月19日閲覧。
5. ↑  “○文部科学省告示第百五十八号”. 官報（第578号） (独立行政法人国立印刷局):  pp. 1 - 2. (2021年9月17日)
6. ↑  “高輪築堤、イコモスが保存・公開求める「ヘリテージ・アラート」…JR東日本に”. 読売新聞 (読売新聞社). (2022年2月22日).  オリジナルの2022年2月28日時点におけるアーカイブ。 2022年2月28日閲覧。